# Otello公司
Otello公司（英語：Otello Corporation；全稱：Otello Corporation ASA，前稱：Opera Software ASA），是挪威的一家互聯網公司，為運營商、發行商和廣告商開發廣告和行動解決方案。Opera Software ASA是Opera產品和業務的控股公司，在將其網頁瀏覽器和消費者業務以及Opera品牌（Opera Software AS）出售給中國投資者財團後，更名為Otello Corporation。雖然最初計劃完全出售給財團，但由於監管機構的批准，這筆交易沒有通過，於是決定只出售其面向消費者的網頁瀏覽器業務。

## 收購
2010年1月20日，Opera軟體收購行動廣告公司AdMarvel。
2010年4月30日，Opera軟體收購澳洲電子郵件供應商FastMail.FM。2013年9月，FastMail再次成為一家獨立的公司。
2011年9月19日，Opera軟體收購Android第三方應用程式商店Handster，用於加強Opera Mobile Store面向消費者、行動運營商和手機廠商提供的服務。
2013年2月15日，Opera軟體以1.55億美元收購Skyfire，主要針對該公司的影片優化技術，如Rocket Optimizer平台，以補充自身的內容優化技術。
2014年6月4日，Opera軟體收購AdColony以加強其行動平台影音廣告服務，Opera軟體將支付7500萬美元現金以及可能高達2.75億美元的支出。
2015年3月，Opera軟體收購加拿大VPN公司SurfEasy，隨後將SurfEasy VPN整合到Opera中，提供使用者免費和無限流量的服務。

## 外部連結
- （英文）Otello公司（页面存档备份，存于）